# Провинции на Ангола
Ангола е разделена на 18 провинции:
1. Бенго
2. Бенгуела
3. Бие
4. Кабинда
5. Куандо Кубанго
6. Куанза Норте
7. Куанза Сул
8. Кунене
9. Уамбо
10. Уила
11. Луанда
12. Лунда Норте
13. Лунда Сул
14. Маланже
15. Мошико
16. Намибе
17. Уиже
18. Зайре